# Studium o „Hamlecie”
Studium o „Hamlecie” – rozprawa Stanisława Wyspiańskiego poświęcona Hamletowi Williama Szekspira. W studium tym Wyspiański zawarł własną, nowatorską interpretację tej postaci, jej kreowania na scenie oraz własną wizję teatru. 
Inspiracją do powstania pracy była wizyta, jaką złożył Wyspiańskiemu w 1904 roku, w okolicach świąt Bożego Narodzenia, aktor Kazimierz Kamiński. Podczas tej wizyty Kamiński, marzący o wcieleniu się w rolę Hamleta, poprosił Wyspiańskiego o pomoc w zinterpretowaniu szekspirowskiego bohatera. Dramaturg odrzucił aktorską interpretację Kamińskiego, jednocześnie proponując własną wizję postaci; z jednej strony wizja ta zachwyciła aktora, z drugiej – całkowicie go onieśmieliła i zniechęciła do wcielenia się kiedykolwiek w rolę Hamleta. Wyspiańskiego rozmowa ta zainspirowała z kolei do ponownego wczytania się w dramat Szekspira i napisania własnej jego interpretacji. Nad tekstem pracował bardzo szybko – przez zaledwie dwa tygodnie. Z tego powodu widać w nim pewne niedoróbki stylistyczne i merytoryczne – Wyspiański wyraźnie pisał w pośpiechu i nie zapoznał się wcześniej wyczerpująco z innymi tekstami na temat Szekspira i interpretacjami jego twórczości. 
Studium Wyspiańskiego zawiera stwierdzenia, które były dla ówczesnego teatru polskiego nowatorskie. Postuluje m.in. aby przy tworzeniu scenografii zrezygnować z iluzjonizmu, a zamiast tego sięgnąć po kreacyjne dekoracje, oddające ducha dramatu lub zrezygnować ze scenografii w ogóle. Nowa jest też jego interpretacja postaci Hamleta – zamiast dotychczasowej, romantycznej wizji duńskiego księcia jako słabeusza, proponuje Hamleta-intelektualistę; inną funkcję przypisuje też jego monologom – nie mają one być spowiedzią skierowaną w stronę publiczności, a ciągiem myśli, tworzących się na bieżąco i zmierzających do odkrycia pewnych prawd. Całą historię Hamleta interpretował też w perspektywie historiozoficznej.